# Tristero
Tristero is een Brussels theatergezelschap, opgericht in 1993. De artistieke leiding is in handen van de acteurs Youri Dirkx, Kristien De Proost en Peter Vandenbempt.

## Producties
```
Garga Shlink
 (1993)

The American Dream
 (1993)

Sarraute
 (1994)

Einde
 (1994)

Hyperventilatie
 (1995)

De Stormvogel
 (1996)

Alles voor de tuin
 (1996)

Tristero doet modern
 (1997)

Tristero se la joue
 (1997)

De briefopbrengers
 (1999)

Altijd 'tzelfde
 (1999)

Locos
 (2002)

Sneeuwwitje
 (2003)

Vernis
 (2004)

Iemand van ons
 (2005)

Play with repeats
 (2006)

Komedrie
 (2006)

Face to the Wall
 (2006)

An
 (2007)

Living
 (2008)

Coalition
 (2009)

The Search Project
 (2010)

L'un d'entre nous
 (2011)

Reset
 (2012)

Toestand
 (2013)

The Search Project XL
 (2013)

A map of the world
 (2013)

I know
 (2014)

De verbouwing
 (2014)

We Want More
 (2015)

Leave a comment
 (2016)

La Estupidez
 (2017)
```